# Jacqueline Obradors
Jacqueline Danell Obradors (San Fernando Valley, 6 oktober 1966) is een Amerikaanse actrice. Haar ouders zijn in de Verenigde Staten geïmmigreerd vanuit Argentinië. Ze kreeg haar eerste filmrol in 1994 in Red Sun Rising. Als actrice is ze het best bekend van bijrollen in de films Six Days Seven Nights (1998) en A Man Apart (2001) en in de televisieseries NYPD Blue en Freddie. Daarnaast heeft Obradors ook in het mannenblad Playboy gestaan.

## Filmografie
- Bibliothèque nationale de France: cb150667354 (data)
- Gemeinsame Normdatei: 141228539
- International Standard Name Identifier: 0000 0001 1934 1938
- Library of Congress Control Number: no2002031108
- Nederlandse Thesaurus van Auteursnamen: 317822527
- Virtual International Authority File: 47051871
- WorldCat: E39PBJdmkHKGJV4767ghwKDrMP